# Лалум, Ханс Улав
Ханс Улав Лалум (Hans Olav Lahlum; род. 12 сентября 1973, Му-и-Рана) — норвежский писатель
, шахматист и политик, автор биографий Оскара Торпа и Хокона Ли и исторической книги об американском президентстве.
В мае 2013 года Лалум давал интервью в течение 30 часов подряд, побив предыдущий рекорд «Книги Гиннесса» на четыре часа.